# Eiheiji (Fukui)
Eiheiji (jap. 永平寺町, -chō) ist eine Gemeinde im Landkreis Yoshida in der Präfektur Fukui in Japan.

## Sehenswürdigkeiten

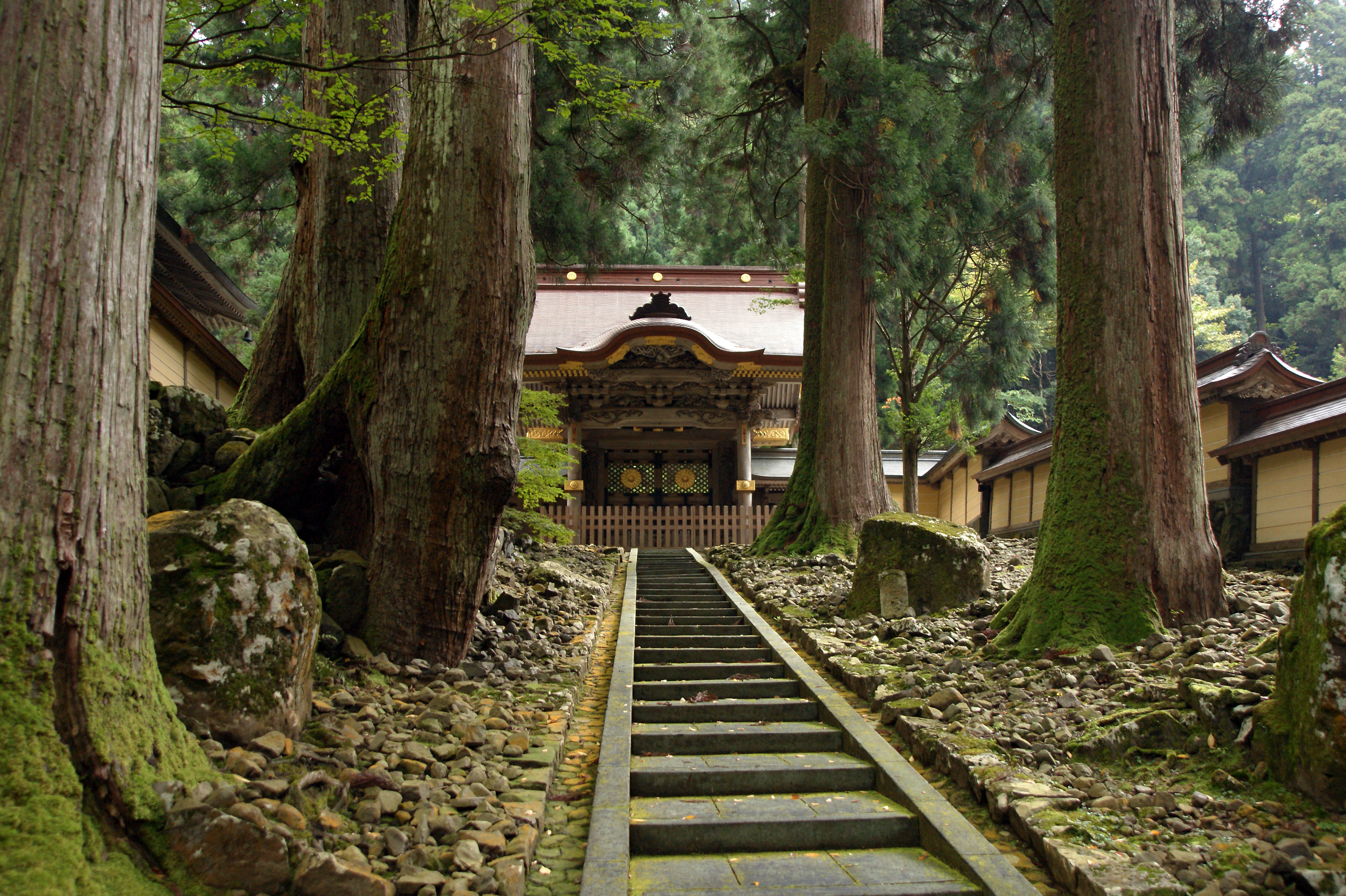
Eiheiji

Eine besondere touristische Sehenswürdigkeit in der Gemeinde ist der buddhistische Tempel Eihei-ji.

## Angrenzende Städte und Gemeinden

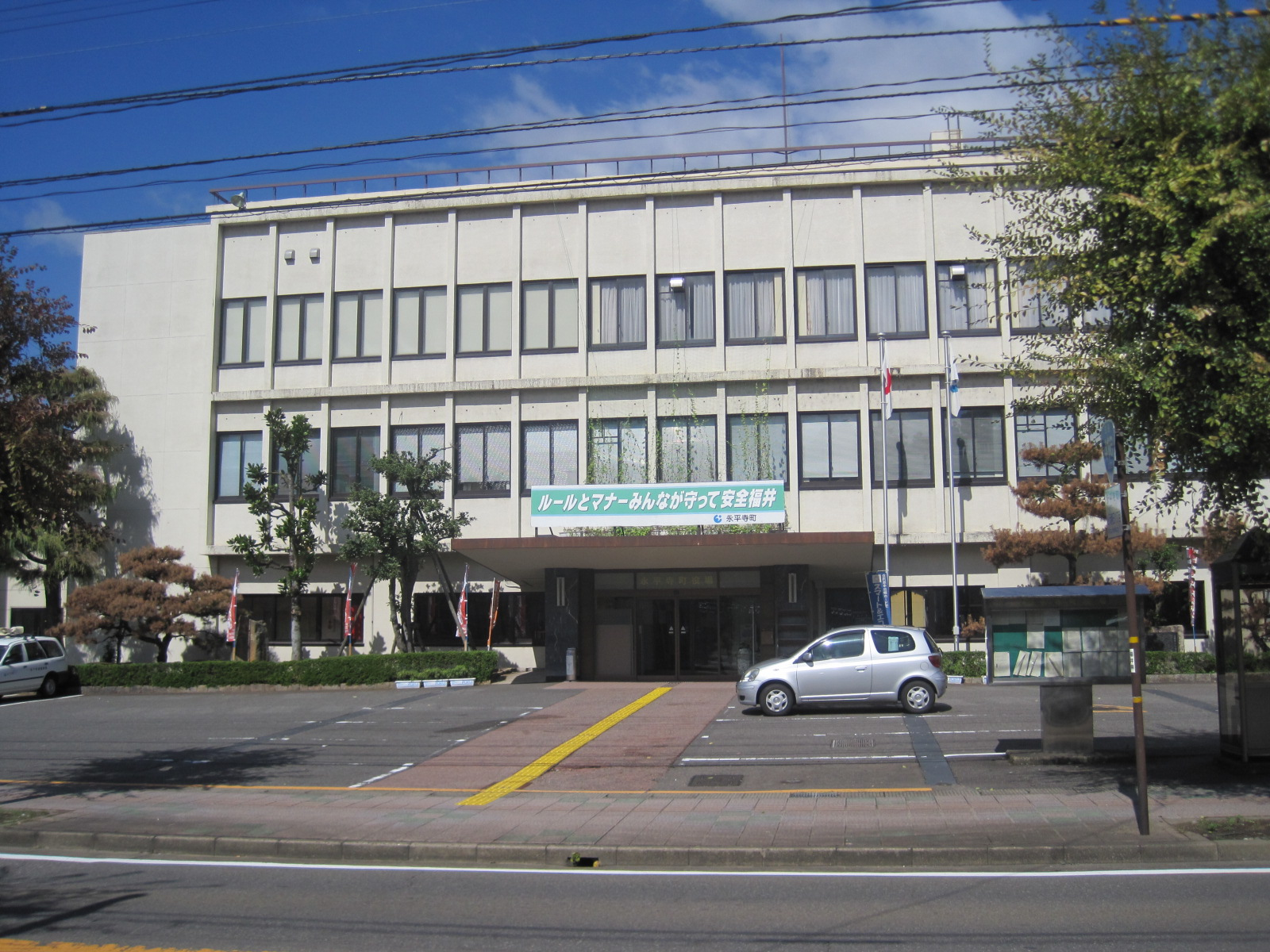
Rathaus

- Fukui
- Katsuyama
- Sakai